# Ritu Arya
Ritu Arya (17 września 1988 r. w Gidford) – angielska aktorka i perkusistka pochodzenia indyjskiego. 

## Filmografia[2]
- Lekarze (serial, 38 odc., 2013–2017) jako dr Megan Sharma / Sukhinder Nain – nominacja do British Soap Award
- Humans (serial, 5 odc., 2016–2018) jako Flash
- The Good Karma Hospital (serial, 4 odc., 2018–2019) jako Barsha Nambeesan
- Last Christmas (2019) jako Jenna
- The Man (miniserial, 3 odc., 2019) jako Becky
- Feel Good (serial, 5 odc., 2020) jako Lava
- The Umbrella Academy (serial, 26 odc., 2020–2024) jako Lila Pitts
- Czerwona nota (2021) jako inspektor Urvashi Das